# ۱۲۵۶ (خورشیدی)
سال ۱۲۵۶ هجری خورشیدی، سالی عادی است.

## زادروزها
- ۱۱ فروردین - محمد قزوینی، معروف به علامه قزوینی ، ادیب و پژوهشگر تاریخ و فرهنگ ایران
- ۱۸ آبان - اقبال لاهوری، اندیشمند و شاعر مسلمان پاکستانی
- ۸ دی - احمد قوام، سیاستمدار ایرانی در دورهٔ قاجار و پهلوی
- ۲۴ اسفند - رضاشاه، پهلوی در سوادکوه مازندران